# Manuel Pizarro
Manuel Francisco Pizarro de Sampaio e Castro (2 de fevereiro de 1964) é médico, especialista em medicina interna no Hospital de S. João e no Hospital da Ordem da Trindade, vereador do Partido Socialista na Câmara Municipal do Porto e Ministro da Saúde de Portugal, entre setembro de 2022 e abril de 2024. tendo substituído Marta Temido.. 
Foi ainda eurodeputado entre 2019 e 2022.

## Vida política
Manuel Pizarro integrou a Assembleia de Freguesia de Ramalde, entre 1983 e 1990 nas listas da CDU e, entre 1993 e 1997, nas listas do PS. Assumiu funções enquanto vogal da Junta de Freguesia de 1998 a 2001. Entre 2001 e 2005 foi membro da Assembleia Municipal do Porto. Mais tarde, entre 2005 e 2008, foi vereador sem pelouro atribuído na Câmara Municipal do Porto.
Em 2005, foi eleito deputado pelo círculo eleitoral do Porto. No Parlamento, integrou a Comissão Parlamentar de Saúde, envolvendo-se diretamente em vários diplomas legislativos, entre os quais a Lei da Procriação Medicamente Assistida e o novo enquadramento legal para a transplantação de órgãos.
Entre 2008 e 2011 assumiu o cargo de Secretário de Estado da Saúde. Enquanto Secretário de Estado foi responsável, entre outros, pela dinamização da reforma dos cuidados de saúde primários, pelo alargamento às crianças do programa cheque dentista, pela criação do Banco Público de células do cordão umbilical (Lusocord) e do primeiro banco público de gâmetas (no Centro Hospitalar do Porto) e pelo lançamento da 1.ª pedra do centro materno-infantil do norte.
Em 2011 foi novamente eleito deputado pelo círculo eleitoral do Porto e regressou à sua atividade profissional como médico no Hospital da Ordem da Trindade. 
Foi candidato, pelo PS, à Presidência da Câmara Municipal do Porto nas eleições autárquicas de 2013, as quais perdeu, tendo sido eleito Vereador. Estabeleceu um acordo de governação da Câmara com o presidente eleito, o independente Rui Moreira, tutelando o Pelouro da Habitação e Ação Social.
Ocupou múltiplos lugares de direção no PS, integrando o primeiro Secretariado Nacional de António Costa. Entre março de 2016 e novembro de 2022 foi presidente da Federação Distrital do Porto do PS, tendo sido sucedido por Eduardo Vítor Rodrigues.
Em 2017, é novamente o candidato, pelo PS, à Presidência da Câmara Municipal do Porto nas eleições autárquicas, tendo melhorado o resultado eleitoral e o número de vereadores eleitos pelo PS.
Em 2019, nas Eleições Europeias que decorreram a 26 de Maio, foi eleito Eurodeputado.
Em 2022, após a demissão de Marta Temido, tomou posse como Ministro da Saúde no XXIII Governo Constitucional.
Em 2024 foi de novo eleito deputado pelo Partido Socialista e integrou a Comissão de Assuntos Europeus. Quando, na sequência da rejeição do voto de confiança apresentado pelo governo PSD/PP, foram convocadas eleições antecipadas para o dia 18 de maio de 2025, anunciou que não seria de novo candidato a um ,ugar no parlamento, para se concentrar na disputa das eleições para a Câmara Municipal do Porto que vão decorrer em setembro ou outubro.

## Ação Governativa
Enquanto ministro da saúde institucionalizou a Direção Executiva do Serviço Nacional de Saúde e nomeou para Diretor Executivo Fernando Araújo. O protocolo negocial assinado em 2022 entre os sindicatos dos médicos e o Ministério da Saúde previa inicialmente que as negociações sobre a revisão das carreiras e grelhas salariais, o horário base e tempos de descanso e a organização dos serviços ficassem concluídas até final de junho de 2023, contudo já foram realizadas mais três reuniões suplementares desde então.
Após um longo processo negocial e que terminou sem acordo, o Governo aprovou unilateralmente dois diplomas que preveem mudanças no Serviço Nacional de Saúde, precisamente dois dias depois da última reunião. O acto foi criticado tanto por médicos como por enfermeiros.
As frases como “Queremos um Ministro que perceba de Saúde” e “Existe, da parte do governo, e da parte do senhor ministro, uma total intenção de não dialogar com os médicos”, proferidas pelo Manuel Pizarro, quando em 1992, como interno de Medicina Interna, numa manifestação contra as políticas de Arlindo de Carvalho, então Ministro da Saúde, foram invocadas e replicadas como sinal de protesto em relação à atitude por parte do Manuel Pizarro ao longo do processo das negociações.